# Калкагар
Калкагар (кирг. Калкагар, до 200? г. — Комсомол) — село в Тонском районе Иссык-Кульской области Киргизии. Входит в состав Ак-Терекского аильного округа. Код СОАТЕ — 41702 220 805 05 0.

## Население
По данным переписи 2009 года, в селе проживало 630 человек.